# 페어뱅크스 국제공항

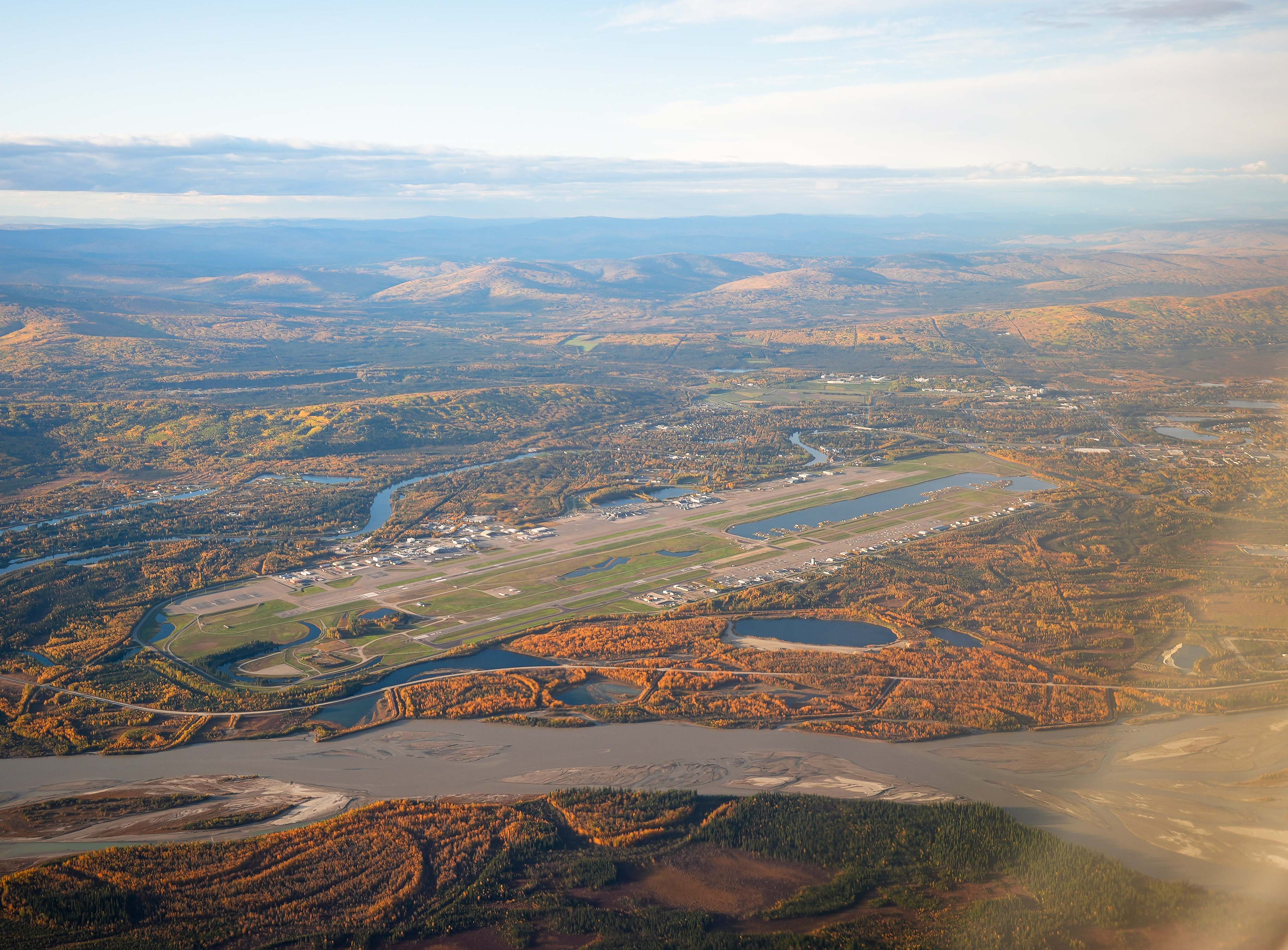

페어뱅크스 국제공항(Fairbanks International Airport, IATA: FAI, ICAO: PAFA, FAA LID: FAI)은 미국 알래스카주 페어뱅크스으 중심상업지구에서 남서쪽으로 5킬로미터 떨어진 주 소유 공항이다.